# Église Saint-Vincent d'Ustaritz
L'église Saint-Vincent est l'église catholique de la commune d'Ustaritz, dans le département français des Pyrénées-Atlantiques. Elle est consacrée à saint Vincent, patron des vignerons.

## Présentation
Une première église est construite en 1859 dans un style néogothique par l'architecte Charles Besoin. En 1865-1866 l'église est reconstruite.
L'édifice fait l’objet d’une inscription au titre des monuments historiques depuis le 3 août 2001.
L'ensemble du nouveau mobilier liturgique en laiton est l'œuvre du sculpteur Jacques Dieudonné (2004/2009).

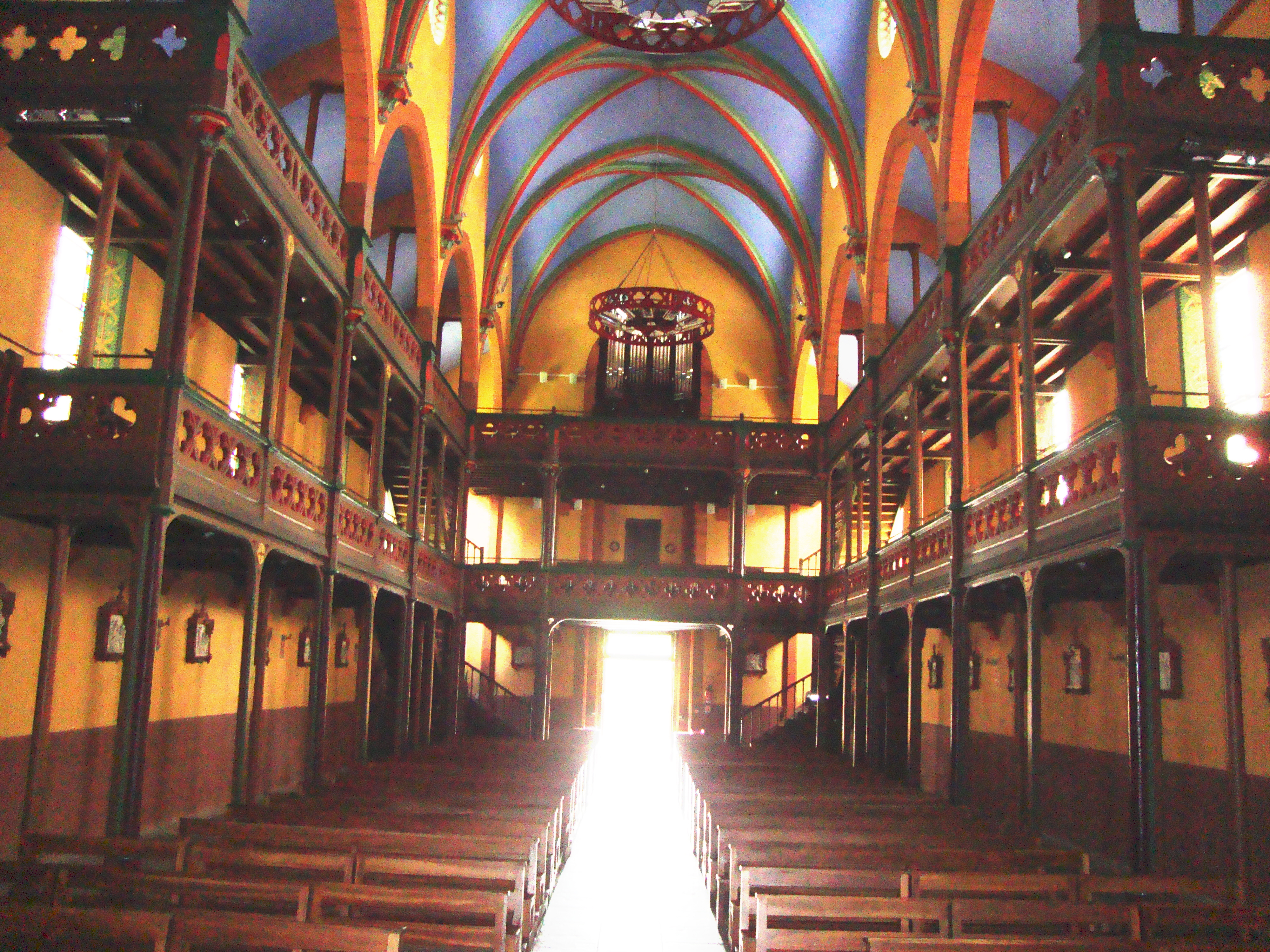
La nef.
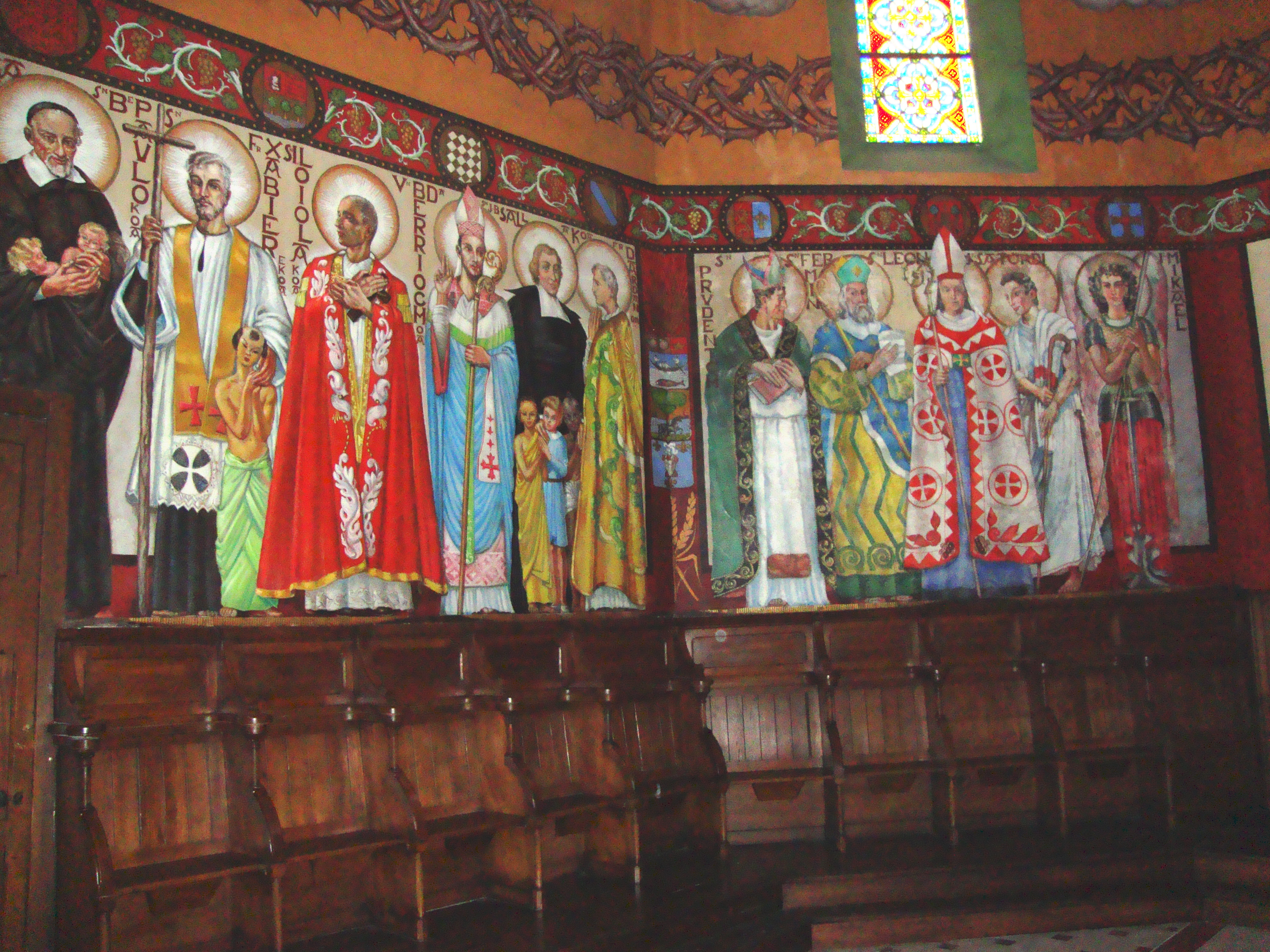
Peintures murales.